# Fuji Kikai
Fuji Kikai is een Japans historisch merk van motorfietsen.
Fuji Kikai kwam in 1961 op de markt met de Queen Sunlight eencilinder motorfiets. Deze had een 123cc-tweetaktmotor met vier versnellingen die een topsnelheid van 90 km/uur haalde. Zie ook Itagaki.